# Biełaruśkalij
Biełaruśkalij (biał. Беларуськалій) – białoruskie przedsiębiorstwo przemysłowe specjalizujące się w produkcji nawozów potasowych.

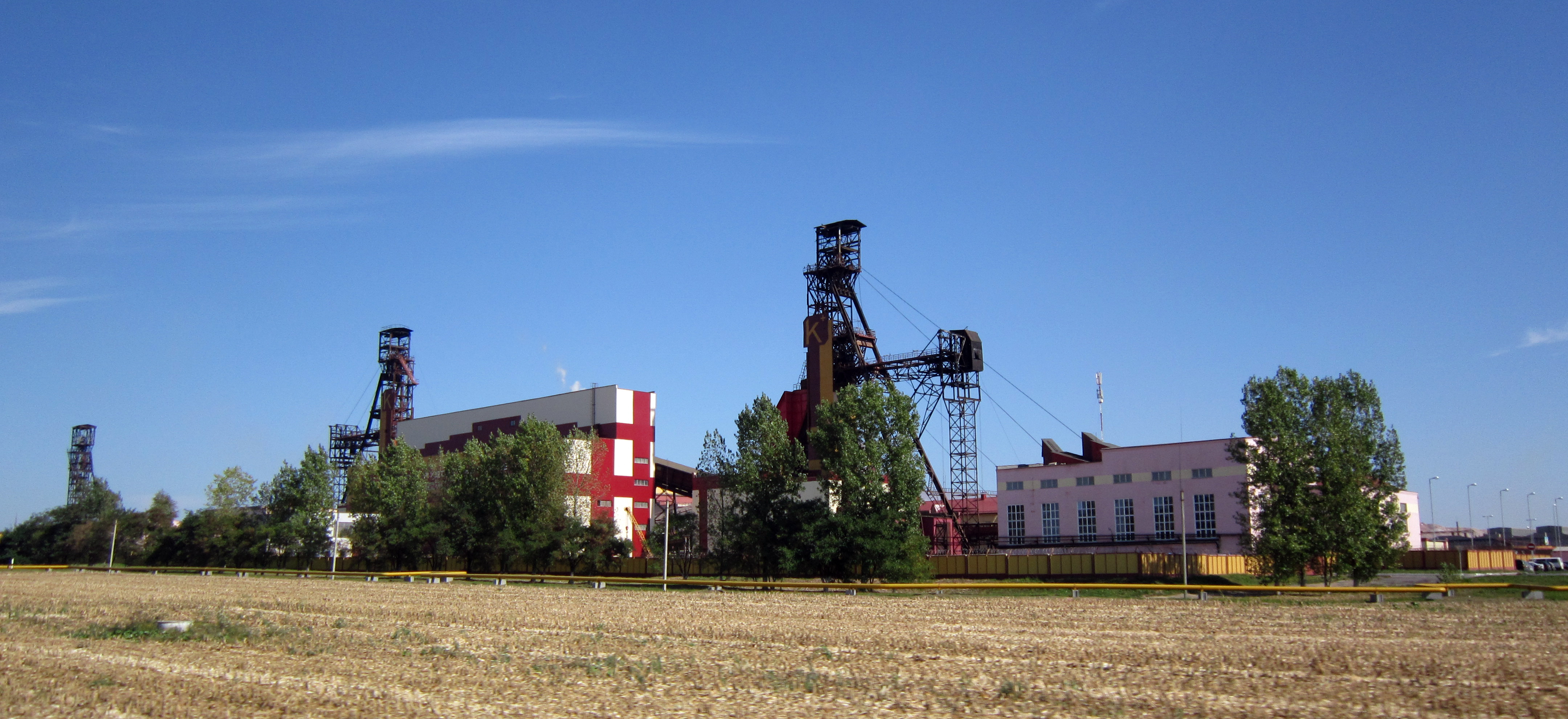
Zakład w Soligorsku

W 1949 roku w okolicach Starobina odkryto złoża soli potasowych, 11 maja 1949 rozpoczęto tam odwierty poszukiwawcze, a 9 lipca wydobyto pierwsze kryształy sylwinitu. 21 czerwca 1958 podjęto decyzję o wybudowaniu fabryki nawozów potasowych. 30 kwietnia 1960 została uruchomiona kopalnia soli Soligorsk, rozpoczęto wówczas wydobycie. 7 marca 1963 Rada Najwyższa BSRR zdecydowała o przekształceniu osady wokół terenów przemysłowych w miasto Soligorsk.
Pierwsze nawozy potasowe wyprodukowano w grudniu 1967. Zakład obejmuje sześć kopalni oraz cztery zakłady produkcyjne. Głównymi produktami są chlorek potasu, nawozy NPK, chlorek sodu, tlenek potasu, podchloryn sodu i kwas solny.
W 2011 roku koncern Biełaruśkalij był drugim, co do wielkości, podatnikiem na Białorusi (po spółce Biełtransgaz), osiągnął dochód 3,2 mld $, co stanowiło 7,1% eksportu kraju. Jego dochody w 2012 roku stanowiły 14,7% dochodów walutowych Białorusi. Rozważano prywatyzację spółki, w 2011 Alaksandr Łukaszenka oświadczył, że Białoruś jest gotowa wystawić spółkę do międzynarodowego przetargu, jej wartość wycenił wówczas na 30 mld $.
Utworzony przez Biełaruśkalij oraz rosyjską spółkę Urałkalij kartel BKK (Белорусская калийная компания – Białoruska Kompania Potasowa) miał 43% udziałów w światowym rynku nawozów potasowych. W lipcu 2013 roku przedstawiciele Urałkalij ogłosili wyjście ze spółki, twierdząc, że białoruski partner sprzedaje nawozy poza warunkami uzgodnionymi w umowie. Spowodowało to znaczny spadek cen nawozów potasowych i zmniejszenie zbytu produktów Biełaruśkalij. Sytuacja doprowadziła do ochłodzenia stosunków białorusko-rosyjskich. W Mińsku aresztowano dyrektora Urałkalij Władisława Baumgertnera zarzucając mu „nadużycie władzy i uprawnień służbowych”, a także wysłano list gończy za Sulejmanem Kierimowem, współwłaścicielem spółki. W odpowiedzi na działania Białorusi Rosja zapowiedziała obniżenie dostaw ropy o 25%, a także zakazała importu wieprzowiny.
W 2020 roku Biełaruśkalij stał się jednym z ośrodków strajków po wyborach prezydenckich i przemocy wobec protestujących. 19 listopada Biełaruśkalij zwolnił 49 strajkujących robotników za „nieobecność”. W czerwcu 2021 r. Unia Europejska nałożyła na Białoruś sankcje sektorowe, w tym zakaz handlu i tranzytu niektórych rodzajów nawozów potasowych. 9 sierpnia 2021 r. Stany Zjednoczone dodały Biełaruśkalij do listy specjalnie wyznaczonych obywateli i osób zablokowanych. Tego samego dnia Wielka Brytania i Kanada nałożyły ograniczenia na niektóre białoruskie nawozy potasowe. 2 grudnia 2021 r. Belaruskali został wpisany na listę sankcyjną Wielkiej Brytanii, a Białoruska Kompania Potasowa została wpisana na listę SDN przez Departament Skarbu Stanów Zjednoczonych.
W 2022 roku Kanada, UE i Szwajcaria nałożyły sankcje na Belaruskali, jej prezesa Iwana Gołowatego oraz Białoruską Kompanię Potasową. W styczniu 2023 roku przedsiębiorstwo zostało wpisane na listę sankcyjną Ukrainy. We wrześniu 2024 r. Trybunał Sprawiedliwości Unii Europejskiej odmówił zniesienia unijnych sankcji wobec Gołowatego, Białorusikali i Białoruskiej Kompanii Potasowej.
W sierpniu 2024 r. opublikowano wyniki śledztwa Białoruskiego Centrum Śledczego, Biełsatu, ukraińskiej redakcji Radia Wolna Europa i innych organizacji, zgodnie z którymi zarejestrowana na Cyprze firma powiązana z kręgiem Wiktara Szejmana została wykorzystana do obejścia sankcji wobec Biełaruskalija.
W listopadzie 2024 roku nowym dyrektorem generalnym Biełaruskalij został Andriej Rybakow, dotychczasowy szef Biełnieftiechim. W grudniu 2024 roku Rybakow został dodany do list sankcyjnych Unii Europejskiej i Szwajcarii.
Według nowego dochodzenia przeprowadzonego przez Białoruskie Centrum Śledcze, opublikowanego w marcu 2025 roku, sól techniczna produkowana przez Belaruskali jest sprzedawana w UE jako środek przeciwoblodzeniowy pomimo sankcji.